# ياسوهيرو أندو
ياسوهيرو أندو (باليابانية: 安藤康洋؛ بالكانا: あんどう やすひろ) هو دراج ياباني، ولد في 13 ديسمبر 1969 في مياغي في اليابان.

## وصلات خارجية
- ياسوهيرو أندو على موقع إحصائيات الدراجات الإحترافية (الإنجليزية)
- ياسوهيرو أندو على موقع أوليمبيديا (الإنجليزية)